# Джерълд Гласко
Джерълд Стинсън Гласко (на английски: Gerald Stinson Glassco) е канадски психиатър и психоаналитик, пионер на психоанализата в Канада.

## Биография
Роден е през 1871 година. През 1911 създава, с помощта на Ърнест Джоунс, Американското психоаналитично общество. Практикува известно време в град Хамилтън. Довършва образованието си в Лондон и става член на Британското психоаналитично общество.
Умира през 1934 година на 63-годишна възраст.